# Lonchura quinticolor
Lonchura quinticolor là một loài chim trong họ Estrildidae.